# Park Min-gyu
Park Min-gyu (* 1968 in Ulsan, Gyeongsangnam-do) ist ein südkoreanischer Schriftsteller.

## Leben
Park Min-gyu studierte Kreatives Schreiben mit dem Hauptfach Lyrik an der Chung-Ang University in Seoul. Nach seinem Studium arbeitete er in verschiedenen Unternehmen und als Chefredakteur eines Lokalmagazins. Allerdings wollte er Schriftsteller werden und verbrachte seine Zeit zu Hause mit dem Schreiben von Geschichten.
2003 veröffentlichte er seine ersten beiden Romanen, die beide sehr erfolgreich wurden. Für Legenden über irdische Helden erhielt er den Munhakdongne-Schriftstellerpreis und für Der letzte Fanclub der Sammi Superstars den Hankyoreh-Literaturpreis.
Sein Schreibstil war etwas Neues in der koreanischen Literaturwelt. Auf der Website des Projekts Words without Borders wird sein Stil wie folgt beschrieben: „Unübliche Metaphern und Beschreibungen, Sätze und Paragraphen, die sämtliche Regeln der Grammatik ignorieren, Erzählstrukturen, die das logische Kausalgesetz außer Kraft setzten und Charaktere, die sich wie Figuren aus einem Comic verhalten. Es gab nichts an seinem Schreibstil, das man als gewöhnlich bezeichnen konnte.“ Sein Debütwerk Legenden über irdische Helden handelt von amerikanischen Comic-Helden wie Batman, Wonder Woman und Aquaman. Der Hauptcharakter, genannt Bananaman, trifft auf ebendiese Helden und formt mit ihnen zusammen die Super Squad. Während Parks Werk amerikanischen Heroismus parodiert, kritisiert es doch auch gleichzeitig hegemoniale Gewalt.
2005 erhielt Park den Shin-Dong-yeop-Literaturpreis für seine Kurzgeschichtensammlung Castella. 2007 erhielt er für Ein Boot auf dem gelben Fluss den Lee-Hyo-seok-Literaturpreis. 2010 wurde seine Kurzgeschichte Ein Nickerchen als Theaterstück adaptiert. Hierin übernahm auch der Super-Junior-Sänger Kim Ki-bum eine Rolle.
2014 partizipierte er an der Kurzgeschichtensammlung Nunmeon Jadeul-ui Gukka, die sich mit dem Unglück der Sewol beschäftigt.

## Veröffentlichungen

### Romane
- 2003: 지구영웅전설 Jigu Yeongung Jeonseol ‚Legende der irdischen Superhelden‘
- 2003: 삼미 슈퍼스타즈의 마지막 팬클럽 Sammi Superstars-ui Fanclub ‚Der letzte Fanclub der Sammi Superstars‘
- 2006: 핑퐁 Ping Pong ‚Ping Pong‘
- 2009: 죽은 왕녀를 위한 파반느 Jugeun Wangnyeo-reul Wihan Pabaneu „Pavane für eine tote Prinzessin“
- 2010: 아침의 문 Achim-ui Mun ‚Tür des Morgens‘

### Kurzgeschichtensammlungen
- 2005: 카스테라 ‚Castella‘ (Collection)
  - Entenbootweltbürger und andere Erzählungen aus Südkorea, deutsch von Andreas Schirmer, Praesens Verlag, Wien 2020, ISBN 978-3-7069-1103-0
- 2007: 낮잠 Natjam ‚Ein Nickerchen‘
- 2010: 더블 Double ‚Doppel‘ (Sammlung in zwei Bänden)
- 2014: Eine Geschichte in 눈먼 자들의 국가 – 세월호를 바라보는 작가의 눈 Nunmeon Jadeul-ui Gukka – Sewolho-reul Baraboneun Jakka-ui Nun

## Auszeichnungen
- 2003: Munhakdogne-Preis für neue Autoren für ‚Legende der irdischen Superhelden‘
- 2003: Hankyoreh-Literaturpreis für ‚Der letzte Fanclub der Sammi Superstars‘
- 2005: Shin-Dong-yeop-Literaturpreis für ‚Castella‘
- 2007: Lee-Hyo-seok-Literaturpreis
- 2009: Hwang-Sun-won-Literaturpreis
- 2010: Yi-Sang-Literaturpreis
- 2012: Oh-Yeong-su-Literaturpreis für die Kurzgeschichte Road Kill

## Weblink
- Profil auf der Seite von LTI Korea